# Artemisia verlotiorum
Artemisia verlotiorum или кинески пелин је вишегодишња зељаста биљка из фамилије Compositae.

## Oпис
Вишегодишња зељаста биљка, око 1  метар висока, са усправном, негранатом и длакавом стабљиком. Презимљује помоћу дугачких ризома и презимљујућих розета. Биљка је пријатно и снаћно ароматична поготово листови.
Приземни листови су скупљени у розету, листови стабла су наизменични, сложени, једноструко перасто дељени на дуге и уске режњеве целих и повијених рубова, са израженом мрежастом нерватуром, на лицу зелени и голи, на наличју бели, прстенасто длакави и ретко жлездасти.
Цветови су ситни, цевасти и сакупљени у мале главичасте цвасти. Брактеје су изражене, листолике и на крају гранчица обично трорежњевите. У цвасти има 15-25 цветића с раштрканим жлездастим длакама. Спољне инволукралне брактеје су линеарне,а унутрашње брактеје са широко опнастим рубом и врхом. Има пет прашника с међусобно сраслим прашницима. 
Плод је ахенија, дуга 1-1,5 милиметара, глатка, без папуса, или је он у виду малог опнастог прстена. Цвета од октобра до новембра. Размножава се генеративно семеном, али и вегетативно преко ризома од којег почињу нови изданци. Вегетативним размножавањем може да формира веома густе популације.

## Порекло врсте
Врста води порекло из Источне Азије (југозападни делови Кине, Јапан, Камчатка).
У Европу је интродукована почетком ХХ века и дуго се гајила због лековитих својстава. Субспонтано се проширила примарно на влажна, али и на друга нарушена станишта. Спада у групу аероалергених биљака. 
Кинески пелин је веома сличан врсти A. vulgaris, од које се разликује по дугачким ризомима и столонама и томе што уобичајено расте у већим групама и колонијама, док је A. vulgaris  без дугих ризома и столона и обично ратсе солитарно или у мањим групама. Такође, сегменти горњих листова јасно су издужени и линерално ланцетасти, насупрот ланцетастих до издзжених код A. vulgaris . Листови су с ретким жлездама, док су код A. vulgaris увек без жлезда. Додатно ова биљка је ароматична, док је A. vulgaris без мириса, а цвета од септембра/октобра (или не цвета), док A. vulgaris цвета од јула.

## Станиште
Уобичајено се среће на деградираним и полуприродним стаништима (уз саобраћајну инфраструктуру, поред речних и језерских обала, на пешчаним и шљунковитим приобаљима, на шумским рубовима), сувим до умерено влажним и светлим местима. Преферира земљишта богата органским материјама.

## Распрострањење у Србији
Помиље код Бродарева. С обзиром на то да је ова врста доста слична врсти  A. vulgaris, основано се може претпоставити да је A. verlotiorum у Србији шире распрострањена, али да није препозната. 

## Мере контроле и сузбијања
Препоручује се укљањање мањих биљака руком, уколико су популације малобројне.

## Синоними
- Artemisia vulgaris subsp. verlotiorum (Lamotte) Bonnier[1]

## Галерија
- Станиште